# Euro Hockey Tour 2017/2018
Euro Hockey Tour 2017/2018 byl 22. ročník hokejové soutěže Euro Hockey Tour. 

## Karjala Cup
Turnaj Karjala Cup 2017 probíhal od 8. do 12. listopadu 2017 ve finských Helsinkách, dva zápasy se konaly ve Švýcarsku a Švédsku.

## Channel One Cup
Turnaj Channel One Cup 2017 probíhal od 13. do 17. prosince 2017 v ruské Moskvě. Osm zápasů se odehrálo v Moskvě v Rusku , jeden zápas se konal v Praze v České republice . 

## Czech Hockey Games
Turnaj Czech Hockey Games 2018 probíhal od 19. do 22. dubna 2018 v Česku.

## Sweden Hockey Games
Turnaj Sweden Hockey Games 2018 probíhal od 26. do 29. dubna 2018 ve švédském.

## Celková tabulka EHT 2017/2018
| Poř. | Tým         | Z  | V | VP | PP | P | VG | OG | B  |
| ---- | ----------- | -- | - | -- | -- | - | -- | -- | -- |
| 1.   | Finsko      | 12 | 8 | 1  | 1  | 2 | 37 | 25 | 27 |
| 2.   | Česko       | 12 | 6 | 1  | 0  | 5 | 32 | 31 | 20 |
| 3.   | Rusko       | 12 | 6 | 0  | 1  | 5 | 31 | 22 | 19 |
| 4.   | Švédsko     | 12 | 6 | 0  | 0  | 6 | 28 | 30 | 18 |
| 5.   | Kanada      | 6  | 2 | 0  | 0  | 4 | 11 | 16 | 6  |
| 6.   | Švýcarsko   | 3  | 0 | 0  | 0  | 3 | 6  | 12 | 0  |
| 7.   | Jižní Korea | 3  | 0 | 0  | 0  | 3 | 4  | 13 | 0  |

## Vysvětlivky k tabulkám a zápasům
- Z – počet odehraných zápasů
- V – počet vítězství
- VP – počet výher po prodloužení (nebo po samostatných nájezdech)
- PP – počet proher po prodloužení (nebo po samostatných nájezdech)
- P – počet proher
- VG – počet vstřelených gólů
- OG – počet obdržených gólů
- B – počet bodů